# Бото
Бото (фр. Beautot) насеље је и општина у северној Француској у региону Горња Нормандија, у департману Приморска Сена која припада префектури Руан.
По подацима из 2011. године у општини је живело 121 становника, а густина насељености је износила 34,57 становника/km². Општина се простире на површини од 3,5 km². Налази се на средњој надморској висини од 153 метара (максималној 173 m, а минималној 145 m).

## Демографија
| 1962. | 1968. | 1975. | 1982. | 1990. | 1999. | 2011. |
| ----- | ----- | ----- | ----- | ----- | ----- | ----- |
| 109   | 121   | 120   | 112   | 118   | 106   | 121   |

График промене броја становника у току последњих година